# Batman: Arkham Asylum
Batman: Arkham Asylum è un videogioco sviluppato da Rocksteady Studios e pubblicato da Eidos Interactive, Warner Bros. Interactive Entertainment e DC Entertainment basato sul supereroe della DC Comics Batman.
Primo capitolo della saga videoludica Batman: Arkham e della trilogia principale della medesima, è stato pubblicato il 25 agosto 2009 in Nord America (il 28 in Europa) per le piattaforme PlayStation 3 e Xbox 360; per Microsoft Windows il 15 settembre in Nord America e il 18 in Europa; il 13 ottobre 2011 in tutto il mondo per macOS; il 21 ottobre 2016 per PlayStation 4 e Xbox One.
Scritto dall'autore veterano del Cavaliere Oscuro Paul Dini, Arkham Asylum vede Joker, nemesi di Batman, ideare un complotto per prendere il controllo dell'omonimo manicomio e intrappolare l'Uomo Pipistrello con molti dei suoi nemici incarcerati minacciando di far esplodere delle bombe nascoste intorno a Gotham City. La maggior parte dei personaggi principali sono doppiati da attori che sono apparsi in altri media del DC Animated Universe mentre Kevin Conroy, Mark Hamill e Arleen Sorkin riprendono rispettivamente il loro ruolo di Batman, Joker e la sua assistente Harley Quinn. Il gioco viene ripreso in terza persona ed è focalizzato su combattimento, abilità stealth, abilità di detective e gadget vari che possono essere utilizzati in combattimento e durante l'esplorazione.
Batman: Arkham Asylum è stato accolto molto positivamente dalla critica, registrando un ottimo numero di vendite e figurando in svariate liste dei migliori videogiochi del 2009; il 26 marzo 2010 è stata distribuita la versione Game of the Year Edition contenente, oltre al gioco base, tutti i DLC pubblicati. Nell'ottobre 2011 è uscito il sequel, Batman: Arkham City, mentre nel 2013 è uscito il prequel Batman: Arkham Origins e nel giugno 2015 è uscito Batman: Arkham Knight.
The Guardian ha inserito il gioco tra i cinquanta migliori videogiochi del XXI secolo.

## Trama
Batman ha appena catturato il suo eterno avversario, Joker, e lo sta portando a bordo della Batmobile al manicomio di Arkham, che al momento ospita i detenuti del penitenziario di Blackgate a seguito di un grave incendio causato proprio dal clown. Qualcosa però non quadra: la troppa facilità con cui si è lasciato catturare non è per nulla convincente e infatti, una volta prelevato dalle guardie per essere scortato in cella, il criminale si libera mentre Harley Quinn, che ha preso il controllo del manicomio, rilascia tutti i detenuti. Mentre Batman si mette alla ricerca del suo nemico di sempre si imbatte in diversi detenuti, tra cui il pericolosissimo Zsasz, e subito dopo Joker libera un enorme bruto mutante, che dopo pochi minuti viene colto da un infarto. Il clown fa quindi rapire il commissario James Gordon da Frank Boles, una guardia corrotta che poi uccide a missione compiuta, e minaccia di far esplodere delle bombe piazzate in giro per Gotham nel caso qualcuno interferisse dall’esterno. Frattanto, ci si mette anche l’Enigmista che si infiltra nel canale di comunicazioni di Batman e lo sfida a risolvere i suoi elaboratissimi rompicapi, che Batman dovrà risolvere per rintracciare la sua posizione e mandare la polizia a prenderlo.
Seguendo le tracce lasciate da Gordon, Batman salva alcune guardie, tra cui Aaron Cash, e lo staff del manicomio, tra cui la dottoressa Penny Young, per poi venire esposto al potente gas dello Spaventapasseri, che gli provoca un’allucinazione prima sulla morte di Gordon e poi sui suoi genitori. Subito dopo viene attaccato da Crane in persona, il quale lo trascina in un mondo surreale sospeso nel vuoto. Una volta ripresosi, il pipistrello scopre che Harley sta tenendo Gordon in ostaggio, protetta da alcune guardie. Dopo aver liberato l’amico, Batman trova Bane incatenato in una cella. Quest’ultimo appare molto debilitato, quasi ridotto ad uno scheletro, accusando la dottoressa Young di avergli estratto il Venom. Liberato e potenziato a distanza da Joker, Bane attacca selvaggiamente Batman ma viene colpito dalla Batmobile e scagliato in mare. Gordon viene infine convinto a tornare sulla terraferma, essendo la situazione troppo rischiosa.
Batman capisce che Bane era più forte del solito, e decide di indagare accedendo ad una seconda Batcaverna che fece costruire tempo addietro sotto l’isola di Arkham in caso di necessità; qui scopre che la dottoressa Young stava elaborando un composto più potente del Venom, chiamato Titan; una volta assorbito, lo steroide rimane perennemente in circolo, rendendo obsoleti i serbatoi di stoccaggio di cui invece aveva bisogno Bane. La Young aveva però sospeso il progetto quando aveva scoperto che il finanziatore del progetto, Jack White, altri non era che Joker. Per questo il clown ha invaso l'ospedale, per poter recuperare il Titan che ha pagato e la formula del composto. Sgominando gli uomini e le trappole di Joker, Batman comprende che le bombe che Joker ha detto di aver piazzato in città sono false e poi trova e distrugge la formula del Titan. Prima di andarsene, però, Spaventapasseri lo attacca di nuovo e, dopo aver rivissuto l'esperienza di Crime Alley, risconfigge le illusioni di nuovamente Crane. Salvata la dottoressa Young da Zsasz, questa rimane poi uccisa da una bomba nel suo studio dove aveva lasciato il resto delle sue ricerche, oramai in mano a Joker.
Ripresosi dall'esplosione, Batman si mette sulle tracce di Harley e il suo prigioniero Sharp, direttore della struttura, mentre essa libera altri detenuti tra cui Poison Ivy. Fermata la psicopatica ragazza, essa si lascia sfuggire un’importantissima informazione: Joker ha un laboratorio segreto situato nei giardini botanici. Batman trova così l'impianto di produzione del Titan. Qui Joker gli scaglia contro due bruti potenziati, che vengono però sconfitti senza troppa facilità. Dopo aver distrutto l’impianto, Batman parla con Ivy, la quale gli dice che l'unica possibilità per sintetizzare un antidoto è utilizzare come base una particolare spora che si trova nella tana del famelico Killer Croc, situata nelle fogne.
Sulla via per Croc, Batman viene attaccato ancora una volta dallo Spaventapasseri, che gli inietta una massiccia dose di gas senza però riuscire a batterlo, in quanto la sovrumana forza di volontà di Batman ha la meglio. Mentre tenta di fuggire, Crane minaccia di rilasciare la tossina nelle acque dell’isola per avvelenare Gotham ma viene attaccato da Croc, che lo trascina con sé in acqua, apparentemente uccidendolo. Batman entra quindi nella tana del coccodrillo, cercando di muoversi il più silenziosamente possibile per non farsi scoprire. Una volta trovate tutte le spore e scappato da Croc, torna alla Batcaverna dove sintetizza una fiala di antidoto e fugge prima che le piante di Ivy, ora potenziate dal Titan, distruggano i vari computer.
Una volta in superficie, Batman raggiunge nuovamente Ivy per fermarla, essendo ormai diventata estremamente pericolosa. Joker termina quindi i preparativi per la “festa” e invita Batman al centro di visite per i detenuti. Batman trova Gordon nuovamente imprigionato, e Joker minaccia di sparagli un dardo al Titan. L’eroe si frappone tempestivamente tra il commissario e il dardo ma grazie ad uno sforzo immane riesce ad opporsi alla mutazione. Joker, ormai messo alle strette, usa il Titan su di sé trasformandosi in un potentissimo gigante e porta Batman sul tetto del manicomio, dove i telegiornali stanno riprendendo l'evento. Batman decide di iniettarsi l'unica fiala di antidoto e, dopo una lunga lotta contro Joker e alcuni dei suoi scagnozzi, sconfigge il suo avversario colpendolo in pieno viso con un pugno ricoperto di gel esplosivo. La polizia riprende quindi il controllo del manicomio mentre Joker e gli altri detenuti mutati dal Titan ritornano normali. Batman deve però ripartire immediatamente per Gotham, dopo aver sentito alla radio che Due Facce è a piede libero. L'eroe sale dunque a bordo del Batwing e ritorna in città.
Dopo i titoli di coda emerge dalle acque un braccio che afferra una cassa di Titan galleggiante; in base al livello di difficoltà scelto dal giocatore per quella partita, casualmente si rivelerà essere Bane, Killer Croc o Spaventapasseri. Riprendendo la partita è ora possibile raccogliere i trofei e risolvere i rimanenti indovinelli dell’Enigmista; dopo aver risolto l’ultimo, Batman può ascoltare tramite collegamento radio tutta la frustrazione del suo nemico, che viene immediatamente raggiunto dalla polizia nel suo nascondiglio e messo al tappeto con un taser.

## Modalità di gioco

### Le sfide dell'Enigmista
Dopo che Batman ha trovato il corpo di Frank Boles, l'Enigmista si introdurrà nel sistema di comunicazioni del Cavaliere Oscuro, e lo sfiderà ad affrontare le sue sfide, che si dividono in trofei da trovare, indovinelli risolvibili tramite scansione dell'ambiente e oggetti da distruggere. Queste sfide non sono fondamentali per il proseguimento della trama, ma si possono terminare anche dopo il completamento di essa. Dopo averle completate tutte, il giocatore potrà ascoltare la rabbia del criminale e il suo successivo arresto da parte della polizia.
Per completare le sfide bisogna semplicemente cercare i seguenti collezionabili:
- Trofei dell'Enigmista: piccoli trofei verdi a forma di punto interrogativo,sparsi un po' ovunque sull'isola.
- Enigmi: zoomando e scannerizzando i vari soggetti dell'ambiente circostante, si risolvono gli enigmi, sbloccando anche varie biografie dei personaggi dell'universo di Batman.
- Mappe dell'Enigmista: quattro mappe che segnalano la presenza dei trofei nelle zone circostanti.
- Nastri: nastri dei pazienti a colloquio coi loro medici ad Arkham. Ve ne sono 5 per ciascuno. I pazienti visti sono Joker, Harley Quinn, Killer Croc, Poison Ivy, Enigmista, Victor Zsasz e Spaventapasseri.
- Dentiere di Joker: distruggendo queste dentiere giocattolo col batarang, si guadagnano punti per sbloccare nuovi potenziamenti.
- Cronache di Arkham: speciali pietre con sopra un simbolo di scarabeo, dove sono racchiusi i ricordi dello spirito di Amadeus Arkham.

### Gadget
Nel corso dell'avventura, Batman entrerà in possesso di un discreto numero di gadget, che gli daranno un considerevole aiuto durante la missione e che potranno essere potenziati mano a mano che l'avventura prosegue:
- Batarang: già disponibili all'inizio del gioco, sono una serie di shuriken che possono essere utilizzati per attacchi a distanza o per distrarre i nemici; sono sbloccabili delle versioni migliorate dei batarang: una dotata di un generatore sonico, con cui è possibile attirare i bersagli colpiti e metterli K.O. e un'altra telecomandata, che, una volta lanciata, viene guidata dal giocatore e permette di stordire più bersagli. Altri potenziamenti sono "Doppio Batarang" e "Triplo Batarang", che permettono di colpire, rispettivamente, fino a due o tre bersagli.
- Rampino: disponibile già dall'inizio del gioco, permette a Batman di agganciarsi ai cornicioni e altre superfici e di spostarsi dall'alto senza essere notato.
- Mantello: Batman apre il suo mantello durante una caduta, permettendogli di planare per brevi tratti.
- Gel esplosivo: una pistola che rilascia un gel spalmabile sulle superfici non troppo spesse; una volta rilasciato, il gel viene fatto detonare causando un'esplosione abbastanza potente da distruggere il muro. Si possono spalmare fino a tre cariche di esplosivo, che però esplodono contemporaneamente, se sprovvisti di un potenziamento del gel. Relativi potenziamenti permettono la detonazione automatica all'avvicinarsi di un nemico o la detonazione selettiva di una carica. Viene preso dalla Batmobile dopo aver sconfitto gli scagnozzi di Joker che la stavano colpendo.
- Bat-artiglio: un potenziamento del normale rampino, consente di rimuovere ostacoli dalla distanza, come grate dei condotti di aerazione, o di agganciare un nemico in combattimento, tirandolo nella propria direzione. Preso dalla Bat-Caverna.
- Lancia-cavo: una zip-line portatile a doppio aggancio, permette di superare i precipizi. Batman lo preleva dal Batwing dopo aver distrutto l'impianto di produzione del Titan.
- Ultra Bat-artiglio: un potenziamento del Bat-artiglio con tre rampini, che consente di agganciarsi a bersagli più grandi e di sfondare muri fragili a distanza. Preso dalla Bat-Caverna dopo aver sintetizzato il composto anti Titan.
- Sequenziatore criptografico: un palmare che consente di hackerare i computer e di sbloccare serrature elettroniche. Ricevuto da Quincy Sharp dopo averlo liberato.

Come personaggio giocabile nella versione per PlayStation 3, anche Joker dispone di alcuni gadget, tutti già disponibili:
- Pistola: diversamente da Batman, il criminale non si fa scrupoli ad uccidere i suoi avversari.
- Occhiali: dei buffi occhiali psichedelici, dovrebbero imitare la Modalità Detective di Batman, attraverso i raggi X.
- Dentiere giocattolo esplosive: dentiere dotate di piedini ed imbottite di un potente esplosivo, il giocatore le guida fino all'avversario, per poi farle esplodere. Nella storia principale, vengono utilizzate nella battaglia finale.

## Personaggi

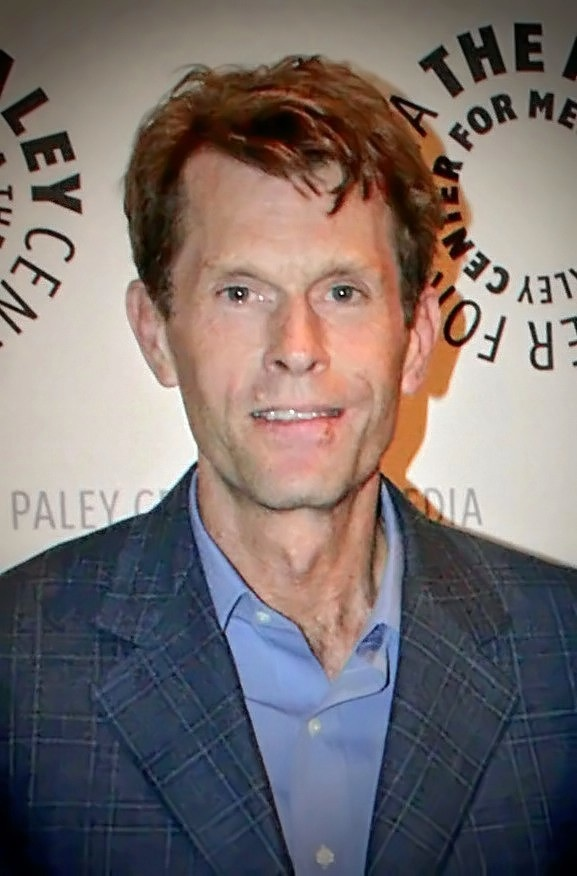
Kevin Conroy, voce di Batman, nel settembre 2010.

Il videogioco è ambientato all'Arkham Asylum, un manicomio fittizio che ospita pazzi supercriminali, situato sull'isola di Arkham al largo della costa di Gotham City. Arkham Asylum dispone di un ampio numero di personaggi tratti dal fumetto Batman. Tre doppiatori, che hanno lavorato alle serie televisive e cinematografiche del DC Animated Universe, ripresero i rispettivi ruoli: Kevin Conroy dà la voce a Batman, un supereroe addestrato nel raggiungimento della perfezione fisica umana ed esperto di arti marziali; Mark Hamill interpreta la nemesi di Batman, lo psicopatico Joker; la spalla di questo, Harley Quinn, è doppiata da Arleen Sorkin. Batman è aiutato dai suoi alleati Oracle (Kimberly Brooks) e dal commissario di polizia James Gordon (Tom Kane).
In manicomio, Batman si trova ad affrontare diversi supercriminali; deve difendersi da un infuriato Bane (Fred Tatasciore), sottomettere il serial killer Victor Zsasz (Danny Jacobs), confrontarsi con il mostruoso Killer Croc (Steven Blum), sconfiggere la velenosa Poison Ivy (Tasia Valenza) e superare gli incubi allucinogeni indotti dallo Spaventapasseri (Dino Andrade). L'Enigmista (Wally Wingert) non appare fisicamente nel gioco, ma comunica con Batman e lo sfida a risolvere enigmi posti in tutta l'isola. Altri personaggi che compaiono nel manicomio, includono il direttore Quincy Sharp (doppiato anch'esso da Kane), i genitori di Batman, Thomas e Martha Wayne (doppiati rispettivamente da Conroy e Valenza), e la guardia Aaron Cash (Duane R Shepard, Sr). Il mutaforma Clayface compare in un cameo, assumendo le sembianze di altri personaggi, mentre cerca di ingannare Batman. Il Cappellaio Matto avrebbe dovuto essere presente nel gioco, ma gli sviluppatori lo rimossero all'ultimo. Il corpo di Ra's al Ghul è nella camera mortuaria del manicomio e il manichino del Ventriloquo, Scarface, compare più volte nella storia. Per molti altri personaggi, tra cui il Pinguino, Jack Ryder, Mr. Freeze, Due Facce, Catwoman e il fondatore del manicomio, Amadeus Arkham, si possono trovare numerosi riferimenti, ma non compaiono fisicamente nel gioco.

### Eroi e alleati
- Batman: questa volta, il Cavaliere Oscuro dovrà fermare Joker per riportare l'ordine nel manicomio di Arkham (luogo di cui il supercrimale ha preso il controllo) e salvare Gotham City dal suo folle piano. Doppiatore: Kevin Conroy (inglese), Marco Balzarotti (italiano).
- Oracle (chiamata con il nome originale nel videogioco): è di supporto a Batman tramite comunicazione radio. Doppiatrice: Kimberly Brooks (inglese), Debora Magnaghi (italiano).
- James Gordon: si reca al manicomio di Arkham per assistere all'incarcerazione del Joker. Dopo che quest'ultimo si libererà, Gordon verrà preso in ostaggio da Harley Quinn. Personaggio affrontabile in modalità sfida nelle mappe del Joker. Doppiatore: Tom Kane (inglese), Mario Scarabelli (italiano), Diego Sabre (solo in un breve flashback causato dal gas dello Spaventapasseri, in cui Bruce ricorda la notte in cui morirono i suoi genitori ed incontrò per la prima volta Gordon, allora semplice agente).

### Nemici
- Joker: improvvisa un attacco all'ufficio del sindaco di Gotham per poi venire catturato da Batman senza opporre resistenza, e riportato da quest'ultimo all'Arkham Asylum. Una volta arrivato nel manicomio, si libererà, rivelando che la facile resa al Cavaliere Oscuro faceva parte di un gigantesco piano: prendere il controllo dell'ospedale psichiatrico! Servendosi dell'aiuto degli altri supercriminali presenti ad Arkham e dei suoi sgherri trasferiti da Blackgate al manicomio a causa di un incendio da lui causato, tenterà di ostacolare l'uomo pipistrello nel riportare l'ordine nell'ospedale. Il suo obiettivo è quello di diffondere il Titan, ovvero una variante del Venom (la sostanza che ha trasformato Bane nel superuomo che è), nelle fogne, allo scopo di trasformare i cittadini di Gotham City in dei mostri senza controllo che distruggeranno la città. Il tutto per un folle e malvagio senso dell'umorismo. Batman dovrà fermarlo. Joker è anche disponibile come DLC giocabile in modalità Sfida. Doppiatore: Mark Hamill (inglese), Riccardo Peroni (italiano).
- Harley Quinn: come sempre, affianca Joker nelle sue malefatte. Prenderà in ostaggio diverse personalità, tra cui figurano il commissario Gordon e il direttore Sharp. Doppiatrice: Arleen Sorkin (inglese), Marcella Silvestri (italiano).
- Spaventapasseri: colpisce Batman con il suo gas, trasportandolo in un mondo irreale di cui è il padrone. Il Cavaliere Oscuro può sconfiggerlo proseguendo nell'incubo e nascondendosi dal suo sguardo, attivando il batsegnale. Alla fine verrà aggredito da Killer Croc nel tentativo di rilasciare le sue tossine nell'impianto fognario. Doppiatore: Dino Andrade (inglese), Alberto Sette (italiano).
- Bane: Batman e il commissario Gordon lo trovano nel centro medico, privo del suo Venom. Il supercriminale sudamericano, ormai quasi senza forze, spiega che è stata la dottoressa Young a trasferirlo da Blackgate ad Arkham per togliergli la sostanza. Subito dopo, Joker gli inietta il Titan dandogli una forma fisica ancora più grande del solito, e scatenando in lui l'ira che lo porterà ad attaccare il Cavaliere Oscuro. Doppiatore: Fred Tatasciore (inglese), Luca Ghignone (italiano).
- Poison Ivy: viene liberata da Harley Quinn, e corre in aiuto delle sue piante, credute da lei in pericolo. Joker le ha iniettato il Titan, rendendola ancora più pericolose del solito. Doppiatrice: Tasia Valenza (inglese), Patrizia Scianca (italiano).
- Victor Zsasz: Batman si ritroverà ad affrontarlo due volte nel corso della storia, in entrambi i casi prenderà un ostaggio che il Cavaliere Oscuro dovrà salvare. Doppiatore: Danny Jacobs (inglese), Claudio Beccari (italiano).
- Killer Croc: viene tenuto in una cella-tana nelle fogne, essendo il paziente del manicomio più pericoloso. Batman dovrà recarsi nella sua tana per raccogliere delle spore di una pianta che cresce lì. Tali spore serviranno al Cavaliere Oscuro per creare un antidoto anti-Titan. L'unico modo che Batman ha per non farsi divorare da Croc, è muoversi con prudenza sulle piattaforme della tana al fine di non rivelargli la propria posizione. In caso venisse scoperto, il Cavaliere Oscuro dovrà colpire il collare elettrico di Killer Croc con il batarang al fine di stordirlo e farlo ricadere in acqua. Doppiatore: Steven Blum (inglese), Stefano Albertini (italiano).
- L'Enigmista: non è presente fisicamente, ma si inserisce nelle comunicazioni audio di Batman. In questa avventura, non rappresenta una minaccia per l'uomo pipistrello, ma sfida quest'ultimo a trovare i suoi trofei e a risolvere gli indovinelli sparsi per l'Arkham Asylum. Doppiatore: Wally Wingert (inglese), Daniele Demma (italiano).

### Altri nemici
- Scagnozzi di Joker: sono i detenuti trasferiti da Blackgate ad Arkham. Combattono spesso in gruppo, cimentandosi nel corpo a corpo o utilizzando mazze da baseball, tubi oppure oggetti da lanciare. Alcuni di loro sono armati con fucili automatici rubati alle guardie di Arkham, e bisognerebbe necessariamente metterli KO senza farsi vedere, cogliendoli di sorpresa. Durante l'avventura, alcuni uomini, vestiti con dei cappotti antipioggia, si sono impadroniti di alcuni fucili da cecchino. Altri sono entrati in possesso di bastoni elettrici. Sono quasi tutti riconoscibili per il trucco da pagliaccio.
- Scagnozzi dell'Alta Sicurezza: detenuti più pericolosi degli altri, riconoscibili dalla tuta rossa e maschera di cuoio alla Hannibal Lecter. Sono armati di coltelli e molto bravi in difesa. Batman dovrà stordirli con il potenziamento sonico presente nel mantello prima di poterli colpire. Talvolta, nella modalità Sfida, può comparire anche Victor Zsasz che combatte allo stesso modo.
- Scagnozzi TITAN: mostri senza controllo, uomini del Joker a cui è stato iniettato del TITAN, sono incredibilmente forti e resistenti. Batman potrà sconfiggerli solamente dopo averli storditi con il batarang ogni volta che proveranno ad attaccarlo in corsa, per poi colpirli molte volte.
- Scheletri: negli incubi di Spaventapasseri, la versione distorta degli scagnozzi del Joker. Verso la fine, ve ne saranno un paio enormi, riproducenti gli scagnozzi TITAN. Sono i più deboli tra i nemici, colpendoli finiscono facilmente in pezzi.
- Internati di Arkham: sono i pazienti più pericolosi del manicomio. Joker li ha liberati dalle loro gabbie del centro di massima sicurezza. Attaccano individualmente Batman una volta che lo avvistano, correndogli incontro e aggrappandoglisi addosso. Alle volte, li si trova nascosti nei condotti del manicomio. Batman potrà metterli KO dopo averli colpiti con un solo colpo.
- Piante di Poison Ivy: si tratta di baccelli giganteschi che emanano delle spore velenose volatili. Batman potrà distruggerli aprendoli.
- Schiavi di Ivy: Poison Ivy ha ipnotizzato alcune guardie di Arkham per poi scagliarle contro Batman. Attaccano in gruppo e disarmati.
- Guardie di Arkham: affrontabili con Joker in modalità Sfida, attaccano in gruppo nel corpo a corpo, armati di bastoni elettrici o di fucili automatici. Tra di loro possono comparire anche Aaron Cash e il Commissario James Gordon.

### Altri personaggi
- Quincy Sharp: è il direttore dell'Arkham Asylum e candidato sindaco di Gotham City. Viene preso in ostaggio da Harley Quinn. Personaggio inedito. Doppiatore: Tom Kane (inglese), Cesare Rasini (italiano).
- Aaron Cash: è la guardia di Arkham più popolare e stimata. Durante una rivolta anni addietro, Killer Croc gli divorò una mano che sostituì con un uncino. Viene preso due volte in ostaggio dagli sgherri del Clown Principe del Crimine, e successivamente rivela a Batman la posizione della tana di Killer Croc. Personaggio affrontabile in modalità Sfida nelle mappe del Joker. Doppiatore: Duane R. Shepard Sr. (inglese), Giovanni Battezzato (italiano).
- Penelope Young: è la dottoressa che ha privato Bane del suo Venom, ma anche la stessa che viene ricattata dal Joker per farsi rivelare la formula del TITAN. Figura prima tra i medici presi in ostaggio dagli sgherri del Clown Principe del Crimine e poi come ostaggio di Victor Zsasz. Personaggio inedito. Doppiatrice: Cree Summer (inglese), Loredana Nicosia (italiano).
- Frank Boles: è la guardia di Arkham corrotta dal Joker che aiuterà quest'ultimo a prendere in ostaggio il commissario Gordon. Anche prima di farsi corrompere dal Clown Principe del Crimine, era malvisto da molti suoi colleghi per il suo comportamento negativo sul posto di lavoro. Verrà ucciso dal criminale, che lo troverà inutile. Personaggio inedito, vagamente simile a Lyle Bolton. Doppiatore: Danny Jacobs (inglese), Davide Albano (italiano).
- Lo spirito di Amadeus Arkham: è lo spirito del fondatore dell'ospedale psichiatrico. Solo analizzando le cronache sparse per il manicomio, Batman scoprirà la sua storia e che Sharp si crede la sua reincarnazione, condividendo le sue tattiche. Doppiatore: Tom Kane (inglese), Riccardo Rovatti (italiano).
- Bruce Wayne da bambino: giocabile in una breve sequenza nel secondo incubo provocato dal gas dello Spaventapasseri. Doppiatrice: Patrizia Scianca (italiano).
- Thomas e Martha Wayne: appaiono come cadaveri parlanti nel primo incubo provocato dal gas dello Spaventapasseri, e poi come voci fuori campo nel secondo, dove Bruce/Batman rivive il loro omicidio. Inoltre, nei giardini botanici si può trovare una panchina con una targhetta dedicata a loro. Doppiatori: Raffaele Fallica e Loredana Nicosia (italiano).
- Joe Chill: l'assassino di Thomas e Martha Wayne. Appare come voce fuori campo nel secondo incubo provocato dal gas dello Spaventapasseri, in cui Batman rivive l'omicidio dei genitori.
- Jack Ryder: è il reporter che aggiorna Gotham su quello che sta succedendo all'Arkham Asylum. Doppiatore: James Horan (inglese), Luca Ghignone (italiano).
- Clayface: appare chiuso nella sua cella intento ad impersonare prima l'agente Cash, poi il direttore Sharp e infine il commissario Gordon. Grazie alla modalità detective si può vedere che il falso Cash/Sharp/Gordon è privo dello scheletro.
- Ra's al Ghul: si può notare il suo cadavere nella stanza accanto allo studio della dottoressa Young. Dopo la soluzione dell'indovinello dell'Enigmista legato a lui e ritornando nella stanza, si potrà notare la sparizione del cadavere.
- Scarface: il pupazzo del Ventriloquo. Appare prima chiuso in una teca nell'ufficio del direttore Sharp, e poi come oggetto di divertimento del Joker.

### Personaggi citati
- Catwoman: nella residenza di Arkham, si possono trovare i suoi occhiali e i suoi guanti chiusi dentro una teca.
- Pinguino: nella residenza di Arkham, si possono trovare alcuni dei suoi ombrelli chiusi dentro una teca.
- Mr. Freeze: si può notare la sua cella nel penitenziario.
- Il Cappellaio Matto: nei giardini botanici, si può trovare il vassoio con la sua teiera e le sue tazzine.
- Il Grande Squalo Bianco: nel centro medico, si può trovare un contenitore con su scritto il suo nome.
- Maschera Nera: nello studio della Dr.ssa Young, nella residenza di Arkham, si può trovare la sua maschera.
- Hush: nel centro medico, si può trovare un tabellone con scritti i turni dei vari psichiatri che lavorano all'Arkham Asylum, e tra questi si può notare il nome del suo alter ego, Thomas Elliot.
- Firefly: nel centro medico, è possibile notare un ritaglio di quotidiano con su riportata la notizia che è evaso dal manicomio.
- Prometheus: nel penitenziario, si può trovare un manifesto della polizia su di lui.
- Maxie Zeus: nella terapia intensiva, si può notare la sua cella.
- Hugo Strange: nella residenza di Arkham, si possono trovare dei documenti appartenenti a lui.
- Falena Assassina: nei giardini botanici, si può trovare lo scheletro di una delle sue vittime.
- L'Acchiappatopi: in una grata, situata in un condotto d'aerazione dei giardini botanici, si può trovare la sua maschera e il suo equipaggiamento.
- Tweedledum e Tweedledee: vicino al cancello del manicomio, si può trovare un gioco per bambini con sopra inchiodati i loro berretti.
- Humpty Dumpty: nei giardini botanici, si può trovare una panchina con sopra dei giocattoli costruiti da lui.
- Il Ventriloquo: nel penitenziario, si può trovare la sua mitragliatrice.
- L'Uomo Calendario: nel penitenziario, si può notare la sua cella. Inoltre, si può sbloccare la sua biografia,
- Due Facce: nel penitenziario, si può trovare la sua cella. Anche in uno dei casotti all'esterno si possono trovare dei suoi manifesti. Inoltre, nel filmato di fine gioco, l'auto della polizia del commissario Gordon riceve una chiamata in cui informa un attacco di Due Facce alla corte di giustizia di Gotham City, così Batman si reca subito sul posto col Batwing.
- Mad Dog: nelle cronache di Arkham, lo spirito di Amadeus Arkham racconta la volta in cui provò a curarlo. Inoltre, nei giardini botanici si può trovare il suo nome inciso su una targhetta dedicata a Costance Arkham, moglie di Amadeus.
- Lucius Fox: viene menzionato da Oracle come l'ideatore dei cancelli di sicurezza della Wayne Tech nell'Arkham Asylum.

## Sviluppo
(Tagline del videogioco)
Annunciato attraverso la rivista Game Informer nell'agosto 2008, dopo due mesi hanno iniziato a circolare online alcuni screenshot, seguiti poi dal primo teaser trailer ufficiale, ad inizio dicembre.
Per l'edizione statunitense sono stati confermati Kevin Conroy e Mark Hamill come doppiatori, rispettivamente, di Batman e Joker mentre per la versione italiana sono stati chiamati al microfono praticamente tutti i doppiatori "ufficiali" della serie animata, quindi dietro la maschera di Batman c'è Marco Balzarotti mentre il suo avversario Joker è Riccardo Peroni insieme a Marcella Silvestri che ha ripreso i panni di Harley Quinn.
Il 7 agosto 2009 è stata pubblicata in contemporanea mondiale sullo store online PlayStation Network la demo ufficiale.
Il 28 agosto il gioco è stato omaggiato dal Guinness dei primati con il titolo di "gioco più acclamato ispirato ad un supereroe", con una media delle recensioni di 91,67 centesimi su una decina di riviste e siti specializzati.

## Prodotti derivati
In occasione dell'uscita del videogame, DC Comics ha realizzato il fumetto Batman: Arkham Asylum - The road to Arkham, albo unico di 12 pagine scritto da Alan Burnett e disegnato da Carlos D'Anda, che racconta della cattura di Joker, prologo della trama del gioco.
Nel 2011 vengono messe sul mercato una serie di cinque action figure (Batman, Joker, Harley Quinn, Spaventapasseri e Scarface) ispirate al gioco.

## Edizioni speciali

### EdizioneGame of the Year
Per celebrare il successo ricevuto, è stata creata una seconda edizione del gioco, chiamata GOTY Edition, uscita a marzo 2010. Questa nuova versione offre 4 mappe Sfida aggiuntive: Crime Alley, Incubo criminale, Completamente pazzo e Cacciatore notturno (dal pacchetto mappe Notte di follia). L'altra novità è il supporto al 3D: all'interno della confezione sono inoltre presenti due paia di occhialini di plastica con le lenti rosse e verde scuro.

### Batman: Return to Arkham
Il 21 ottobre 2016 è stato distribuito Batman: Return to Arkham contenente anche le versioni rimasterizzate per PlayStation 4 e Xbox One di Batman: Arkham Asylum e Batman: Arkham City. La pubblicazione era originariamente prevista per il 26 luglio 2016, ma poi è stata posticipata per permettere a Virtuos Games di lavorare più accuratamente al progetto.

### Comic Edition
Il 19 maggio 2022 la catena di videogiochi Gamestop ha distribuito un'edizione speciale di Arkham Asylum, comprendente non solo il videogioco edizione Game of the Year, ma anche il fumetto La strada per Arkham, più un poster da collezione raffigurante una vignetta del fumetto.

## Contenuti scaricabili
Nell'aprile 2009, è stato annunciato che Joker sarebbe stato un personaggio giocabile scaricabile da utilizzare nelle mappe delle sfide del gioco in esclusiva per PlayStation 3. Altri pacchetti DLC sono stati successivamente pubblicati. Il pacchetto Insane Night, contenente il combattimento "Totally Insane" e le mappe di sfida stealth "Nocturnal Hunter", è stato reso disponibile il 17 settembre 2009. Il pacchetto Prey in the Darkness è uscito il 23 settembre 2009 e contiene il combattimento "Heart of Darkness" e le mappe di sfida invisibili "Hothouse Prey". In Nord America, il pacchetto Prey in the Darkness è uscito in esclusiva per PlayStation 3.

## Accoglienza
La rivista Play Generation lo classificò come uno dei quattro migliori titoli con i supereroi dei fumetti come protagonisti. La critica accolse positivamente il gioco. Sul sito di recensioni Metacritic il gioco presenta un punteggio di 92/100 per la versione Xbox 360, mentre per le versioni PC e PlayStation 3 presenta un punteggio di 91/100. Empire collocò il gioco nella sua classifica "100 Greatest Videogames Of All Time" (28º posto). Eurogamer inserì il gioco nella sua classifica "Eurogamer's Games of the Generation: The top 50" (20º posto).

### Riconoscimenti
- Academy of Interactive Arts & Sciences: Outstanding Achievement in Adapted Story, Outstanding Achievement in Character Performance (Mark Hamill), Outstanding Achievement in Game Design[35]
- Spike Video Game Awards: Studio of the Year (Rocksteady Studios)[36]
- Giant Bomb: Best Multiplatform Game[37]
- GamesRadar: Game of the Year[38]
- GameSpot: Best Atmosphere, Best Use of a Creative License[39][40]
- IGN UK: Best PC Action Game[41], Best Xbox 360 Story[42]
- IGN Select Awards: Best Newcomer[43]
- Machinima: Best Art Direction, Best Animation, Best Character (Joker)[44][45]
- GameTrailers: Best Action-Adventure Game, Biggest Surprise of 2009[46][47]
- National Academy of Video Game Trade Reviewers: Game of the Year, Character Design, Control Design, Costume Design, Game Design, Sound Editing in a Game Cinema, Supp Performance in a Drama (Mark Hamill), Use of Sound, Game Sequel Action[48]
- The A.V. Club: Game of the Year[49]
- X360a's Best of Show - E3 2009: Best Looker of the Show[50]
- Newsarama: Best Super-hero Game 2009[51]
- BAFTA Video Games Awards: Best Game, Gameplay[52]
- Game Developers Choice Awards: Best Game Design[53]
- Official Xbox Magazine 2009 Game of the Year Awards: Licensed Game of the Year, Developer of the Year (Rocksteady Studios)[54]
- Diehard GameFAN’s 2009 Gaming Awards: Best Multi-Console Game, Best Action Game, Character of the Year (Batman), Best Graphics, Best Audio, Best Gameplay, Game of the Year[55]
- Develop Awards: Best Use of a Licence, In-House Studio (Rocksteady Studios)[56]
- MTV: Game of the Year[57]
- Gamereactor NO: Game of the Year[58]
- Kotaku AU: Game of the Year[59]
- The Escapist: Game of the Year, Special Award[60][61]
- HollywoodJesus.com: Game of the year[62]
- Calvin Awards: Best Videogame[63]
- Everyeye.it: Game of the Year[64]
- Spaziogames: Best Action Game, Best New Game[65][66]
- eGamer Awards 2009: Game of the Year[67]
- Thunderbolt: Game of the Year[68]
- GodisaGeek.com’s Top Games of 2009: Game of the Year[69]
- VG-Reloaded: Game of the Year[70]
- Softpedia: Best Action Game[71]
- Brave New Gamer: Best Action Game[72]
- Feed Your Console: Best Graphics[73]
- GameFocus: Game of the Year[74]
- Cody Awards: Best Licensed Game[75]
- Elder-Geek: Best Sound Design[76]
- VGChartz: Best Adventure Game[77]
- Crispy Gamer: Game of the Year[78]
- Games magazine: Game of the Year[79]
- 2009 Silicon Sasquatch Game of the Year Awards: Game of the Year[80]
- Gamesweasel: Game of the Year[81]

## Sequel
In seguito al successo di questo gioco, il 12 dicembre 2009 è stato dato l'annuncio ufficiale dello sviluppo di un sequel, con tanto di teaser trailer e sito ufficiale. Nell'agosto 2010 è stato poi rivelato il titolo, Batman: Arkham City, uscito, poi, il 21 ottobre 2011 per le piattaforme PlayStation 3 e Xbox 360, il 25 novembre dello stesso anno per Windows e il 30 novembre 2012 per Wii U in una versione sviluppata da Warner Bros. Games Montrèal chiamata Armored Edition.

## Prequel
Il 9 aprile 2013 viene annunciato da Warner Bros. Interactive Entertainment, tramite la pagina Facebook ufficiale della saga, il terzo videogioco della serie, intitolato Batman: Arkham Origins, il quale si identifica come un prequel di Batman: Arkham Asylum. Il gioco non è più sviluppato da Rocksteady Studios, ma da Warner Bros. Games Montréal, ed è uscito il 25 ottobre dello stesso anno per le piattaforme PlayStation 3, Xbox 360, Wii U e PC.